# Paraperithous gnathaulax
Paraperithous gnathaulax är en stekelart som först beskrevs av Thomson 1877.  Paraperithous gnathaulax ingår i släktet Paraperithous och familjen brokparasitsteklar. Arten är reproducerande i Sverige. Inga underarter finns listade i Catalogue of Life.